# Líneas Aéreas del Estado

A Líneas Aéreas del Estado ou LADE é uma companhia aérea da Argentina.